# Gene FTO
A proteína da obesidade e de massa de gordura associada (tradução livre de Fat mass and obesity-associated protein), também conhecida como alpha-ketoglutarate-dependente dioxigenase FTO é uma enzima no qual nos seres humanos é codificada como FTO, gene localizado no cromossoma 16. Como um homólogo na família de proteínas AlkB, é a primeira demetilase mRNA identificada. Certas variantes do gene FTO parecem estar correlacionados com a obesidade nos seres humanos.